# Émilie Duvivier
Émilie Duvivier, née le 5 février 1984 à Calais, est une joueuse de basket-ball française, devenue entraîneuse.

## Biographie
Après plusieurs années dans le Nord avec Saint-Amand puis Villeneuve d'Ascq (2,2 points en seulement 6 rencontres en 2012-2013), elle rejoint Corinne Benintendi à l'été 2013 en NF2 à Montbrison. 
En mai 2019, elle met un terme à sa carrière de joueuse après six saisons passées à Montbrison.

### Club

#### Joueuse
- 1999-2000 : COB Calais
- 2000-2003 : Centre fédéral
- 2003-2009 : Challes-les-Eaux Basket
- 2009-2011 : Union Hainaut Basket
- 2011-2012 : COB Calais
- 2012-2013 : Villeneuve-d'Ascq
- 2013-2019 : Montbrison

#### Entraîneuse
- 2021- : Charnay

## Palmarès

### Club
compétitions nationales 
- Championne de France de Nationale féminine 1 en 2005 et 2015

### Sélection nationale
compétitions de jeunes
- Vice-championne d'Europe Junior en 2002

Autres
- Début en Équipe de France le 11 juillet 2008 contre la Roumanie